# Kritik av relativitetsteorin
Kritik av Albert Einsteins relativitetsteori från etablerade forskare var ett övergående fenomen efter offentliggörandet och hörde huvudsakligen till 1920-talet, men fick i Nazityskland en kortlivad återkomst i slutet av 1930-talet. Kritiken var baserad på vetenskapliga, pseudovetenskapliga, filosofiska eller ideologiska grunder. Anledningar till kritiken var till exempel alternativa teorier, förkastande av den abstrakt-matematiska metoden, missförstånd och påstådda fel i teorin. Förutom dessa skäl spelade antisemitism ibland också en roll. Än idag finns det kritiker av relativitetsteorin (kallas ibland "anti-relativister"), vilkas åsikter dock bara undantagsvis tas på allvar av det vetenskapliga samfundet. Den har därtill verifierats av åtskilliga experiment och fungerar som grund för många framgångsrika teorier såsom kvantelektrodynamik.

## Den speciella relativitetsteorin

### Bakgrund
När den moderna fysiken (relativitetsteorin och kvantmekaniken) lanserades i början av 1900-talet, hade vetenskap och teknik ett enormt framgångsrikt århundrade bakom sig. Under 1800-talet hade kemin, mekaniken, ångmaskinen och elektriciteten utvecklats från enkla experiment till ingenjörskonst. De flesta grundämnen hade upptäckts och hela kontinenter hade kartlagts. Ångfartyg, järnvägar, den elektriska telegrafen och telefonen hade knutit samman länder och kontinenter. Bessemerprocessen hade revolutionerat stålproduktionen och portlandcement och betong hade revolutionerat byggnadskonsten. Centrala gestalter i detta bygge var kemister, fysiker, ingenjörer och uppfinnare. Genom att tillämpa Newtons teorier, hade uppfinnare och konstruktörer börjat kontrollera världen. Världsutställningarna i Paris 1889 och Chicago 1893 hyllade deras verk, liksom science fiction-författare som Jules Verne. Tekniska högskolor hade etablerats och nått hög status.
Mot denna bakgrund framstod den speciella relativitetsteorin, utarbetad av Einstein redan 1905, som tillkrånglad och abstrakt med begrepp som längdkontraktion, tidsdilatation och att massa är en form av energi. Den stred mot Newtons mekanik och gjorde märkliga förutsägelser om rymdresor manifesterat i tvillingparadoxen, som saknade stöd i empiriska försök. Även om det var Woldemar Voigt (1887) och Hendrik Lorentz (1895) som först formulerade de grundläggande sambanden lyckades Einstein härleda dessa ur en mer grundläggande teori. Han utgick från att fysikens lagar borde vara lika - invarianta - för alla observatörer i rumtiden, och härledde bland annat Lorentztransformationen som en konsekvens.

### Vetenskapligt grundad kritik
Förståelsen krävde en mycket mer avancerad matematik än de flesta ingenjörer behärskade. Kritiken lät inte vänta på sig och tog många former. Den tyske experimentalfysikern Ernst Gehrcke, som fram till 1946 var föreståndare för optiska avdelningen vid Physikalisch-Technischen Reichsanstalt zu Berlin och även senare medarbetare vid Berlins provningsanstalt (Berliner Eichamt), hade redan 1911 ifrågasatt Einsteins speciella teori. Senare utgav han böcker som Die Massensuggestion der Relativitätstheorie (1924). Ett par svenska ingenjörer, Arvid Reuterdahl med Academy of Nations och Oscar Edvard Westin tog aktiv del i denna kamp för en sunda förnuftets fysik.
Den brittiske astrofysikern och vetenskapsfilosofen Herbert Dingle blev från mitten på 1950-talet känd för kritik av den speciella relativitetsteorin och den utdragna kontrovers som denna framkallade, utan att han fick gehör för sin möjligen berättigade kritik. Dingle menade att denna var logiskt otillräcklig från olika utgångspunkter och förfäktade att  Lorentztransformationens reciprocitet är självklart omöjlig. Den formulering av transformationen som Woldemar Voigt var först om att komma fram till, saknar dock denna avgörande inkonsistens.

#### Ljushastigheten
Teorin postulerar att ljusets hastighet i vakuum är lika för alla observatörer.  De masslösa fotonernas hastighet blir en övre hastighetsgräns för materia och information. När neutrinooscillationer, som föreslagits redan 1957 påvisades, medförde det att de tidigare likaså masslösa ansedda neutrinerna måste ha en massa, om än liten. Konsekvensen är att de inte rör sig med ljusets hastighet.

## Den allmänna relativitetsteorin
Även om Einstein kom med sin allmänna teori 1915, hade relativitetsteorierna inte väckt någon större uppmärksamhet i den anglosaxiska världen före eller under första världskriget. Hans upphöjelse till fysikens förnyare tog fart 1919 när astrofysikern Arthur Eddington gjorde observationer som tycktes bekräfta relativitetsteorin. Den 14 december 1919 var Einsteins porträtt omslagsbild på Berliner Illustrirte Zeitung. I den kulturpessimistiska stämningen efter första världskriget utlöste detta en storm av protester från vetenskapsmän såväl som lekmän. De har kommit att kallas "antirelativister".
En av de tidigaste kritikerna var den tyske självlärde biokemisten Paul Weyland. Han publicerade 1920 under namn av föreningen "Arbeitsgemeinschaft deutscher Naturforscher zur Erhaltung reiner Wissenschaft e. V." (tyska naturforskares arbetsgrupp för bevarandet av en ren vetenskap) 20 föredrag med kritik mot relativitetsteorin. Den 24 augusti 1920 höll han och Ernst Gehrcke tal vid Berliner Philharmonie på temat "Betrachtungen über Einsteins Relativitätstheorie und die Art ihrer Einführung" (betraktelser över Einsteins relativitetsteori och sättet för dess införande). Vid en andra tillställning den 2 september samma år talade även ingenjören Ludwig Glaser. Vid naturforskarkongressen i Bad Nauheim den 23 september 1920 ägde en ökänd debatt rum mellan Philipp Lenard och Albert Einstein. Weyland skrev ett referat om debatten i Deutsche Zeitung, som också publicerades i den högerkonservativa Monatsschrift für praktische Politik, där han tog ställning för Lenards linje.
Motståndet mot "matematiseringen" av fysiken slog också över i antisemitiska angrepp på Einstein, Hermann Minkowski och andra försvarare av den nya fysiken. Relativitetsteorin avfärdades som "judiska spetsfundigheter" av bland andra de båda Nobelpristagarna Philipp Lenard och Johannes Stark, som i stället propagerade för en fysik som skulle vara begriplig och ren. Detta låg i tiden, med völkischrörelsen som var en förelöpare till nazismen. Genom sina häftiga antisemitiska utspel förlorade Johannes Stark 1922 sin professur vid RWTH Aachen. Flera antirelativister såg detta som beviset för att relativitetsteorin var del av den judiska världskonspirationen.
I USA samlades många av Einstein-kritikerna av den svenskamerikanske ingenjören Arvid Reuterdahl, som 1921 grundade en "Academy of Nations" för detta syfte. Han hade också kopplingar till den öppet antisemitiske bilmagnaten Henry Ford. Bland annat anklagade Reuterdahl Einstein för att ha plagierat hans egna teorier om rumtiden. Gehrcke anslöt sig till Reuterdahl och bildade en tysk avdelning av Academy of Nations. Till Reuterdahls anhängare i Sverige hörde juristen Sten Lothigius och den pensionerade mekanikprofessorn Oscar Edvard Westin. Westin skrev protestbrev mot att Albert Einstein skulle få Nobelpriset. En annan svensk kritiker var Harald Nordenson.
Den mesta kritiken mot relativitetsteorin från etablerade forskare avklingade under 1920-talet. Men efter nazisternas maktövertagande fick den en återkomst i Tyskland. Samma år som Nürnberglagarna trädde i kraft, 1935, fick Philipp Lenard ett forskningsinstitut uppkallat efter sig och han utgav en lärobok i "tysk fysik" (Deutsche Physik, 4 delar, 1936) som gav namn åt hans "icke-judiska" variant av denna vetenskap. Men redan 1940 samlades tyska fysiker och enades om att dämpa denna politisering av fysiken.